# Distrito de Pushkinsky
El distrito de Pushkinsky (en ruso: Пу́шкинский райо́н, Púshkinskiy rayón) es un distrito de la ciudad federal de San Petersburgo, Rusia. El distrito se encuentra en la parte sur de la ciudad y su centro administrativo es el municipio de Pushkin.